# 九Production
株式會社九Production（日语：株式会社九プロダクション）是日本一家以前位於東京都新宿區的聲優經紀公司。

## 概要
株式會社九Production的前身是劇團新人會電影放送部。
2004年10月3日，九Production創辦人及執行社長平林尚三病逝，因此在同年10月31日決定解散。
九Production解散後，所有的聲優各自轉移至其它中、大型聲優經紀公司繼續從事聲優事業，當中又以惟Production或Production★A組較多。

## 過往所屬演員、聲優

### 男性
| 行 - 青山穰（現所屬：Kenyu Office） - 伊藤榮次（現所屬：PLANDAS） - 稻葉實（現所屬：賢Production） - 井上鐵夫（現所屬：惟Production） - 井上文彥（現所屬：remax） - 植田大（現所屬：惟Production） - 江角英明（在籍中死去） - 大黑和廣（現所屬：大澤事務所） 行 - 龜井三郎（移籍81 Produce之後於在籍中死去） - 河相智哉（現所屬：Production★A組） - 川中子雅人（現所屬：Production Ace） - 栗山浩一（現所屬：Production★A組） - 木村和守（現所屬：Smile Box代表） - 小磯龍哉（現所屬：Production-tanc） - 小島敏彥（現所屬：劇團朋友代表兼執行董事） - 五代厚之（舊藝名：村井厚之） 行 - 西前忠久（現所屬：ARTSVISION） - 齋藤龍吾（現所屬：Production★A組） - 笹岡繁藏（在籍中死去） - 鹽屋翼（現所屬：Pro-Fit，並兼任音響監督） - 鈴木耕司（現所屬：惟Production） - 鈴木昭生（引退後死去） - 染谷聰（現所屬：惟Production） | 行 - 高橋浩二朗（現所屬：Ebisu大黑舎） - 武虎（現所屬：東京俳優生活協同組合） - 田坂秀樹（現所屬：Sigma Seven） - 辰巳次郎（現所屬：惟Production） - 田中康郎（在籍中死去） - 田原Aruno（現所屬：MOUVEMENT） - 茶風林（現所屬：大澤事務所） - 椿基之（現所屬：Production-tanc） - 輝島慶（現所屬：Project Core） 行 - 仲木隆司（現所屬：81 Produce） 行 - 坂東尚樹（現所屬：ALBA） - 日野亮一（現所屬：惟Production） - 平井隆博（現所屬：惟Production） - 平林尚三（代表，在籍中死去） - 藤田周（自由職業） - 長谷三治（轉身成自由身之後死去） －行 - 幹本雄之（現所屬：ARTSVISION） - 村松義孝（現所屬：惟Production） - 梁田清之（自由職業） - 橫井徹（現所屬：劇團朋友） - 吉田裕秋（現所屬：aptepro） |

### 女性
| 行 - 相生千惠子（移籍Production★A組之後於在籍中死去） - 池上麻里子 - 井上彩（現藝名：井上，自由職業） - 小川里永子（現所屬：TAB Production） - 織田芙實 行 - 風村綾乃（現所屬：Production★A組） - 工藤啓子（現所屬：清野事務所） - 公卿敬子（引退） - 近藤高子（自由職業） 行 - 相樂惠美（現所屬：Liberta） - 紗百合（移籍Production★A組之後於在籍中死去） - 翔香（舊藝名：岡本章子，現所屬：ARTSVISION） - 鈴木紀子（現藝名：紀子，現所屬：Kenyu Office） - 鈴木雅子 - 須部和佳奈（現所屬：ARTSVISION） - 關和美（舊藝名：小倉文江） | 行 - 達依久子（現所屬：青二Production） - 田村聖子（現所屬：ARTSVISION） - 翼舞（自由職業） - 津本陽日 行 - 西川美也子 行 - 林玉緒（現所屬：Production★A組） - 榛田安藝（舊藝名：秋葉秋、秋葉好美，自由職業） - 浦茜子（現所屬：nexeed） 行 - 前田敏子（現所屬：81 Produce） - 三嶋優子（現所屬：惟Production） - 水落幸子（現所屬：ARTSVISION） - 水野千夏（現所屬：劇團朋友） - 森夏姬（現所屬：ARTSVISION） 行 - 八木香織（現所屬：Kenyu Office） |

## 從九Production獨立的事務所
- Production★A組（2000年）
- 高本Production（2004年）－由一澪一也（日语：一澪かずや）代表成立[4]